# إسماعيل سراج الدين
الدكتور إسماعيل سراج الدين (من مواليد الجيزة عام 1944)  هو مدير مكتبة الإسكندرية الحديثة منذ افتتاحها في أكتوبر 2002 وحتى مايو 2017، قبل عمله بالمكتبة كان يعمل كنائب لرئيس البنك الدولي، تخرج بامتياز مع مرتبة الشرف الأولى في كلية الهندسة، جامعة القاهرة - قسم الهندسة المعمارية عام 1964. 
حصل على درجة الماجستير بامتياز في التخطيط الإقليمى من جامعة هارفارد بالولايات المتحدة الأمريكية عام 1968. 
نال درجة الدكتوراه من جامعة هارفارد عام 1972. (رسالة الدكتوراه: دور التعليم في التنمية). كتب أكثر من 45 كتابا في مختلف مجالات الثقافة والتنمية.

## درجات فخرية
منح الدكتور إسماعيل سراج الدين 22 درجة دكتوراه فخرية:
- في علم الاجتماع من جامعة برومانيا (1996)
- في العلوم الزراعية من جامعة ملبورن بأستراليا (1996)
- في العلوم من المعهد الهندي للأبحاث الزراعية بالهند (1997)
- في العلاقات الدولية من الجامعة الأمريكية في واشنطن العاصمة بالولايات المتحدة (1998)
- في العلوم من جامعة البنجاب الزراعية بالهند (1998)
- في العلوم من جامعة تاميل نادو لعلوم الحيوان والطب البيطرى بالهند (1998)
- في إدارة الموارد الطبيعية من جامعة ولاية أوهايو بالولايات المتحدة (1998)
- في العلوم من جامعة تاميل نادو الزراعية في كويمباتور بالهند (1999)
- في العلوم من الجامعة الزراعية القومية حيدر أباد بالهند (1999)
- في الاقتصاد والإدارة من الكونسرفتوار القومي بباريس – فرنسا (1999)
- في العلوم من جامعة إيجرتون بكينيا (1999)
- في العلوم الزراعية من جامعة توسكيا بإيطاليا (1999)
- في الآداب من الجامعة الأمريكية بالقاهرة بجمهورية مصر العربية (2000)
- في العلوم من جامعة سثرن نيو هامسفير بمنشستر بالولايات المتحدة الأمريكية، عام 2002.
- في العلوم من جامعة مكغيل بمونتريال بكندا، عام 2003.
- في الآداب من جامعة التكنولوجيا بسيدني، أستراليا، عام 2004.
- في الآداب من جامعة بول سابتيه بتولوز بفرنسا، عام 2004.
- في القانون، جامعة مينيسوتا، مينيابوليس، الولايات المتحدة الأمريكية 2005.
- رسالة دكتوراه، جامعة نانت، نانت، فرنسا 2006
- في العلوم الاقتصادية في جامعة دولة أذربيجان، باكو، أذربيجان 2007.
- في تنمية المجتمع، جامعة khazar، باكو، أذربيجان 2007.
- رسالة دكتوراه، جامعة لافال، كيبيك، كندا 2008.

## مناصب
عمل الدكتور إسماعيل سراج الدين عقب إنهاء دراساته بجامعة هارفارد عام 1972 في البنك الدولي بواشنطن العاصمة بالولايات المتحدة الأمريكية وشغل مواقع عدة بالبنك حتى عين نائباً لرئيس البنك في عام 1993 وظل بهذا المنصب حتى استقال منه في منتصف عام 2000.
وحتى استقالته كنائب لرئيس البنك الدولي، شغل الدكتور سراج الدين المواقع التالية:
- رئيس المجموعة الاستشارية للبحوث الزراعية الدولية (1994 - 2000).
- رئيس المجموعة الاستشارية لمساعدة الفقراء (1995 - 2000).
- رئيس الشراكة الكوكبية (الدولية) للمياه (1996 - 2000).
- رئيس اللجنة الدولية للمياه في القرن الحادي والعشرين (أغسطس 1998 - مارس 2000).
- كما عمل أستاذاً زائراً متميزاً بجامعات فاجنجن بهولنده، والأمريكية بالقاهرة.
- ويعمل الدكتور إسماعيل سراج الدين حالياً مديراً لمكتبة الإسكندرية.

يتمتع الدكتور إسماعيل سراج الدين بعضوية:
- الأكاديمية العالمية للفنون والعلوم.
- الأكاديمية الوطنية للعلوم الزراعية بالهند.
- الأكاديمية الأوروبية للعلوم والفنون، النمسا.
- الأكاديمية البنجلادشية للعلوم – دكا.
- كما أنه رئيس أو عضو في العديد من اللجان والمؤسسات الأكاديمية.

## أسرته
جده هو الطبيب المصري الشهير علي باشا إبراهيم.

## مؤلفاته
قام الدكتور سراج الدين بتأليف أو تحرير أكثر من 50 كتاباً، بالإضافة إلى 200 مقالة وبحث تقنى وفصل في كتاب في العديد من مجالات العلم والثقافة والأدب، ومن هذه الكتب 
- تعزيز التنمية، عام 1995.
- الاستدامة وثروات الأمم، عام 1996.
- هندسة التمكين، عام 1997.
- تحقيق الرفاهية في الريف: من الرؤية للتنفيذ، بالتعاون مع ديفيد ستيدس، عام 1997.
- شكسبير عصريا، عام 1998.
- التكنولوجيا الحيوية والأمن الحيوى بالتعاون مع واندا كوليتر، عام 1999.
- أماكن خاصة جدا، عام 1999.
- العلم البروميثيوسى بالتعاون مع جبريل برسلى، عام 2000.

## وصلات خارجية
- الموقع الرسمي